# Barbey-Seroux
Pour les articles homonymes, voir Barbey (homonymie) et Seroux.
Barbey-Seroux ([baʁbɛsʁu] ) est une commune française située dans le département des Vosges en région Grand Est.
Ses habitants sont appelés les Barbey-Serouxois à la suite d'une décision du conseil municipal en juillet 2016.

## Géographie

### Localisation
La commune est située à flanc de coteau dans la vallée de la Vologne, à 13 km de Gérardmer et à 13 km de Bruyères.
On y accède par la départementale 31 reliant Granges-sur-Vologne à Corcieux par le col des Arrentès (684 m). L'altitude culmine à 870 m et le point le plus bas est à 545 m.

### Géologie et relief

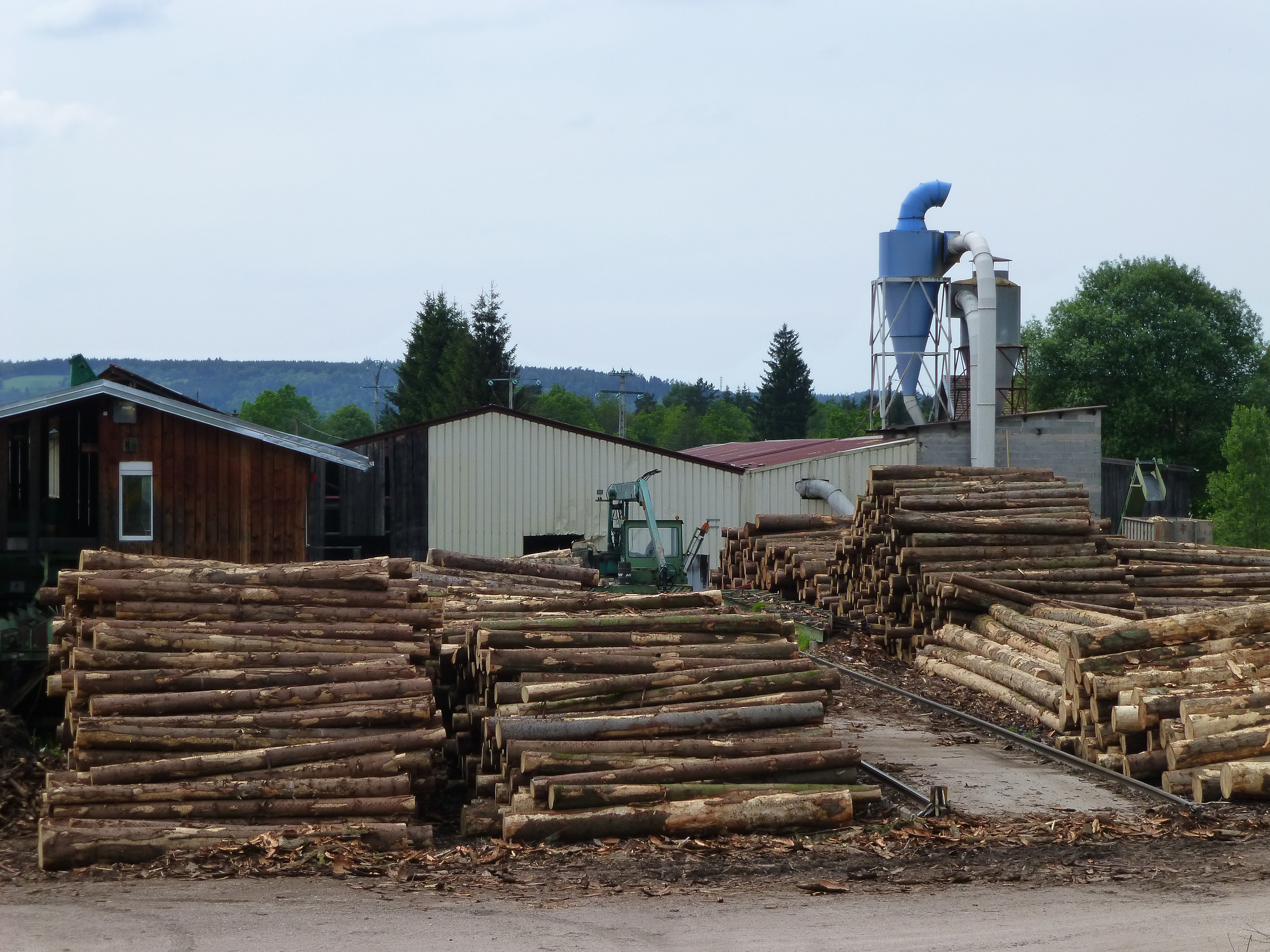
La scierie.

La forêt occupe 91 hectares et la densité de population n'est que de 16 hab./km². La principale entreprise locale est une scierie. Lieu de tranquillité et de verdure, la commune offre un terrain de camping et deux centres de colonies de vacances. C'est une des 201 communes du parc naturel régional des Ballons des Vosges, réparties sur quatre départements : les Vosges, le Haut-Rhin, le Territoire de Belfort et la Haute-Saône.
La commune compte plusieurs hameaux : Au-Delà-de-l'Eau, le Champ-de-l'Épine et la Grande-Roche. Elle possède également un nombre important de censes, dispersées dans tout le territoire communal, dont voici une liste non exhaustive : le Bas-Béninfaing, la Behaie, Chababois, la Cire-au-Soleil, la Creuse, Derrière-Hompont, Devant-l'Aile, l'Étang-d'Oron, Flandimpré, Frémois, Giropaire, le Haut-Béninfaing, le Haut-Bois, Herqueville, Hompont, Maillegoutte, le Pinchesté, le Pré-de-Vologne, le Rond-Pré, les Tronces, la Vieille-Grange, le Vieux-Pré, etc.
Ces censes, qui datent pour la plupart des XVIIIe et XIXe siècles, sont classées comme Patrimoine Historique.

### Hydrographie et les eaux souterraines
Hydrogéologie et climatologie : Système d’information pour la gestion des eaux souterraines du bassin Rhin-Meuse :
Territoire communal : Occupation du sol (Corinne Land Cover); Cours d'eau (BD Carthage),
Géologie : Carte géologique; Coupes géologiques et techniques,
 Hydrogéologie : Masses d'eau souterraine; BD Lisa; Cartes piézométriques.
La commune est située dans le bassin versant du Rhin au sein du bassin Rhin-Meuse. Elle est drainée par le ruisseau la Corbeline et le ruisseau de l'Etang d'Oron,.

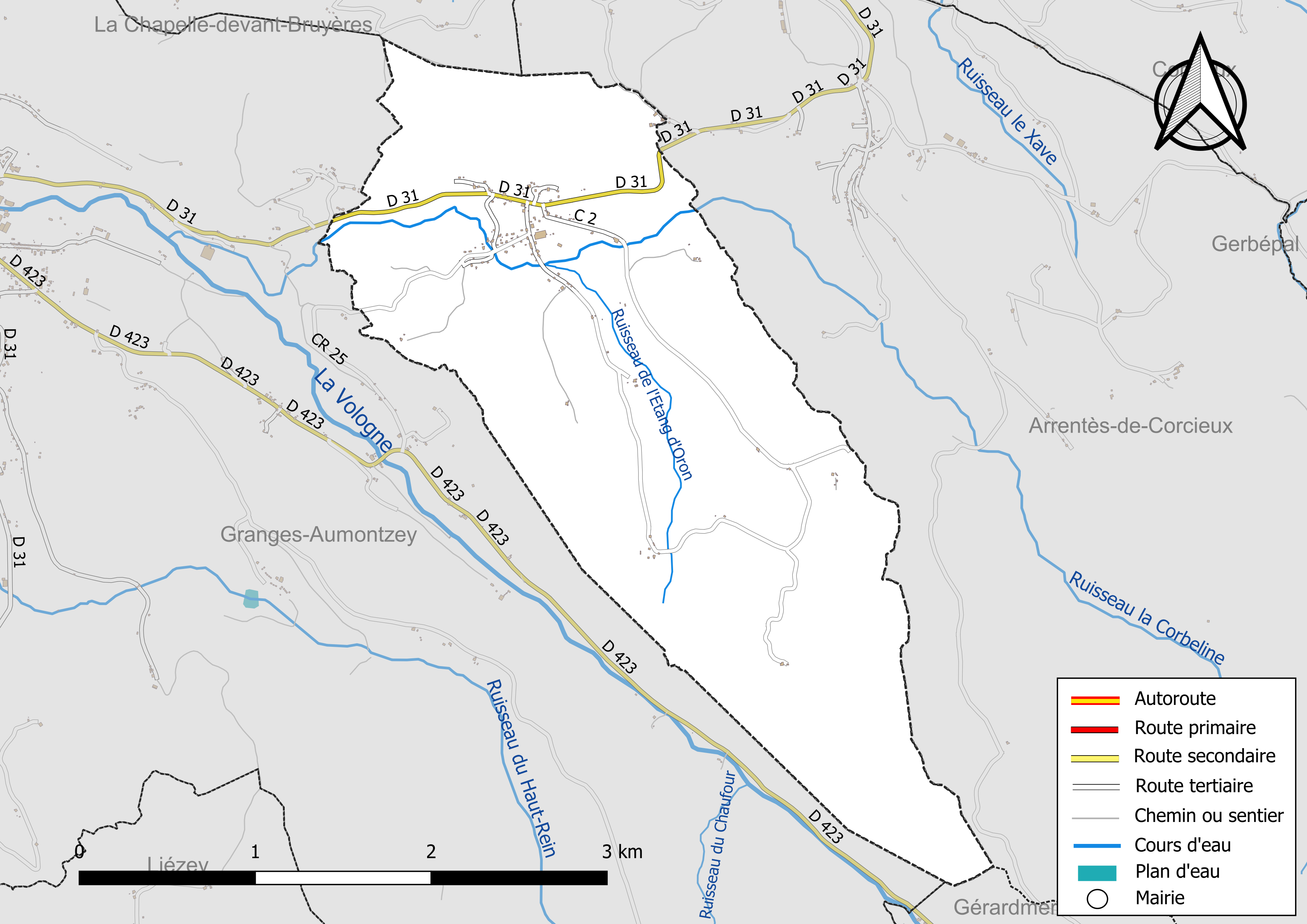
Réseaux hydrographique et routier de Barbey-Seroux.

### Climat
Pour des articles plus généraux, voir Climat du Grand Est et Climat des Vosges.
En 2010, le climat de la commune est de type climat de montagne, selon une étude du Centre national de la recherche scientifique s'appuyant sur une série de données couvrant la période 1971-2000. En 2020, Météo-France publie une typologie des climats de la France métropolitaine dans laquelle la commune est exposée à un climat semi-continental et est dans la région climatique  Vosges, caractérisée par une pluviométrie très élevée (1 500 à 2 000 mm/an) en toutes saisons et un hiver rude (moins de 1 °C).
Pour la période 1971-2000, la température annuelle moyenne est de 8,3 °C, avec une amplitude thermique annuelle de 16,6 °C. Le cumul annuel moyen de précipitations est de 1 491 mm, avec 13,9 jours de précipitations en janvier et 11,2 jours en juillet. Pour la période 1991-2020, la température moyenne annuelle observée sur la station météorologique de Météo-France la plus proche, « Gérardmer », sur la commune de Gérardmer à 8 km à vol d'oiseau, est de 9,1 °C et le cumul annuel moyen de précipitations est de 1 797,3 mm. 
La température maximale relevée sur cette station est de 37 °C, atteinte le 7 août 2015 ; la température minimale est de −20,5 °C, atteinte le 20 décembre 2009,,.
Les paramètres climatiques de la commune ont été estimés pour le milieu du siècle (2041-2070) selon différents scénarios d'émission de gaz à effet de serre à partir des nouvelles projections climatiques de référence DRIAS-2020. Ils sont consultables sur un site dédié publié par Météo-France en novembre 2022.

## Urbanisme

### Typologie
Au 1er janvier 2024, Barbey-Seroux est catégorisée commune rurale à habitat dispersé, selon la nouvelle grille communale de densité à sept niveaux définie par l'Insee en 2022.
Elle est située hors unité urbaine. Par ailleurs la commune fait partie de l'aire d'attraction de Gérardmer, dont elle est une commune de la couronne,. Cette aire, qui regroupe 13 communes, est catégorisée dans les aires de moins de 50 000 habitants,.

### Occupation des sols
L'occupation des sols de la commune, telle qu'elle ressort de la base de données européenne d’occupation biophysique des sols Corine Land Cover (CLC), est marquée par l'importance des forêts et milieux semi-naturels (89,6 % en 2018), une proportion identique à celle de 1990 (89,6 %). La répartition détaillée en 2018 est la suivante : 
forêts (89,6 %), prairies (8,9 %), terres arables (1,5 %). L'évolution de l’occupation des sols de la commune et de ses infrastructures peut être observée sur les différentes représentations cartographiques du territoire : la carte de Cassini (XVIIIe siècle), la carte d'état-major (1820-1866) et les cartes ou photos aériennes de l'IGN pour la période actuelle (1950 à aujourd'hui).

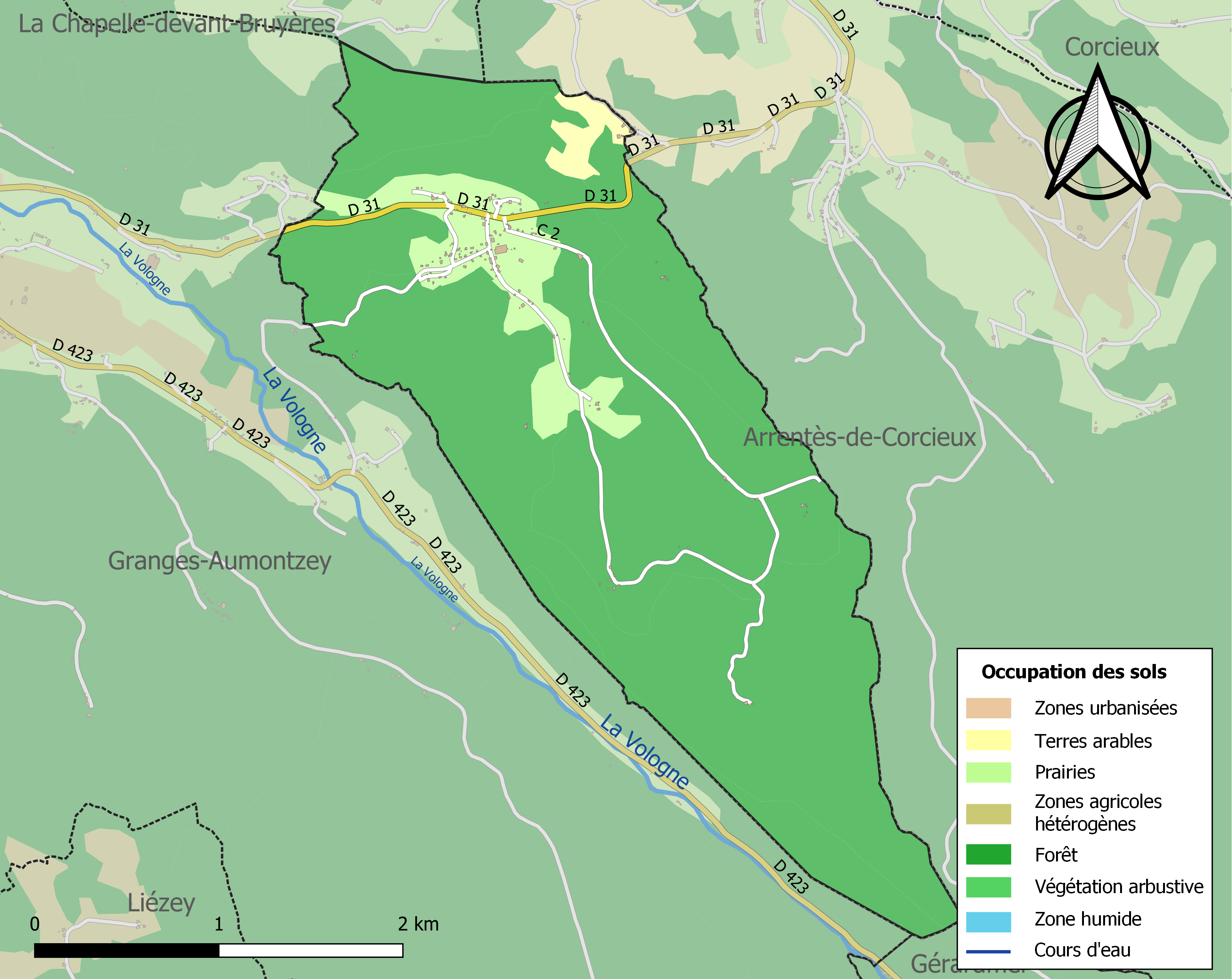
Carte des infrastructures et de l'occupation des sols de la commune en 2018 (CLC).

## Toponymie
Le nom de la localité est attesté sous les formes « En la ville de Grainge et de Serour on vaul de Champ » (1457) ; Vilaige appeley Serou en la prevosté de Browiere«  » (1457) ; Seroulx (1542) ; Seroul (1543) ; Seroux (1544) ; « La mairie de Grange et Seroulx, … maisons dud. Seroulx, … lesquelles appartenaient cy devant à feu M… » (1628) ; « Audit lieu de Seroux les srs de Barbay y ont … » (XVIIe siècle) ; Sevoux (1656) ; « Barbas et Serroux font ensemble la mairie de Barbas » (1711) ; « La mairie de Barbay et Seroux » (1751) ; « Barbay, nom d’une mairie, dont dépend le village de Seroux » (1753) ; Barbay et Seroux (an II) ; « La commune de Seroux » (an IV).

La commune est née de la fusion de deux villages : Barbey et Seroux. Le toponyme de Seroux semble attesté depuis 1457. Certains pensent que le hameau de Barbey, ou Barbay, tire son origine d'une famille de la noblesse lorraine, originaire du village de Barbas, auquel on a ajouté les finales -ey.

## Histoire

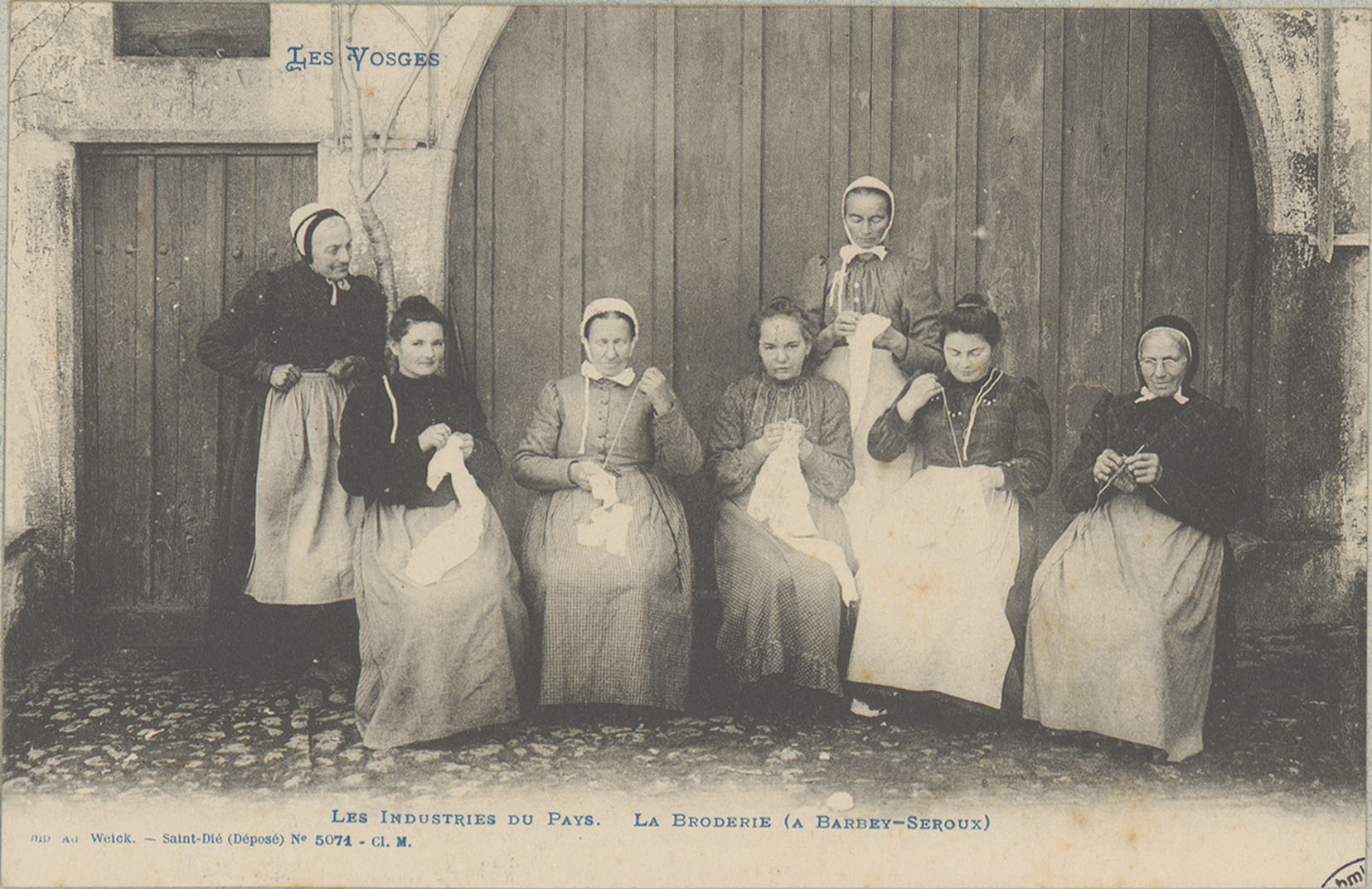
La broderie à Barbey-Seroux (carte postale Adolphe Weick)

Sous l'Ancien Régime, la seigneurie appartenait au duc de Lorraine et aux seigneurs de Barbay. Seroux constitue le centre du village, encore à ce jour. Deux titres, datant de 1615 et de 1698, établissent les droits d'usages des habitants dans les forêts de Nayemont et de Lenvergoutte.
En 1710, la commune ressortissait au bailliage de Bruyères. En 1751, elle dépendait du bailliage de Bruyères et de la maîtrise de Saint-Dié (coutume de Lorraine), avant de dépendre, pendant la Révolution, du district de Bruyères, canton de Granges.
Au spirituel, Barbey-Seroux dépendait de la paroisse de Granges, annexe de Champs, doyenné d'Épinal, diocèse de Toul puis de Saint-Dié.

## Politique et administration

### Budget et fiscalité 2022

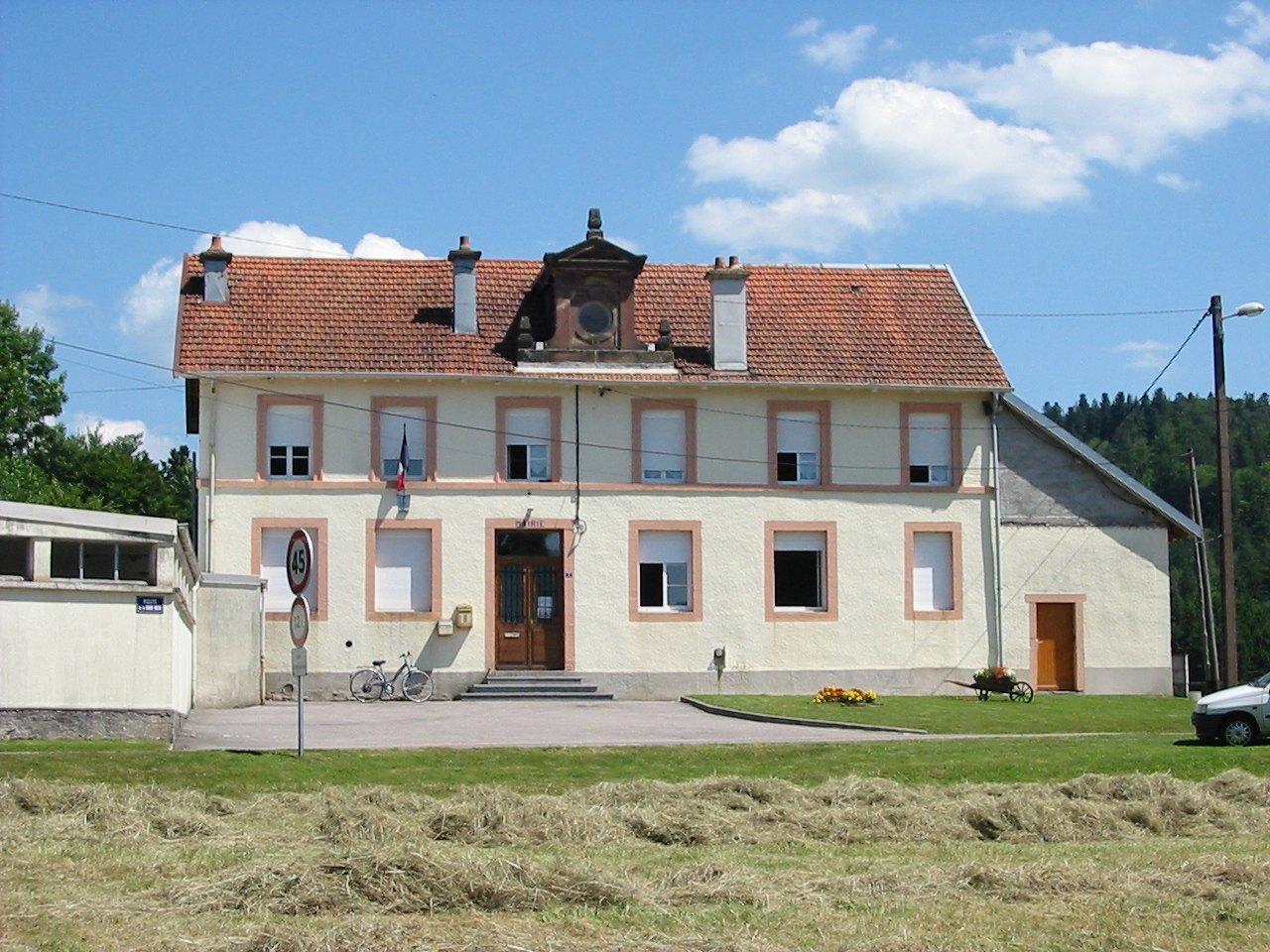
La mairie.

En 2022, le budget de la commune était constitué ainsi :
- total des produits de fonctionnement : 133 000 €, soit 878 € par habitant ;
- total des charges de fonctionnement : 100 000 €, soit 663 € par habitant ;
- total des ressources d’investissement : 203 000 €, soit 1 346 € par habitant ;
- total des emplois d’investissement : 172 000 €, soit 1 138 € par habitant.
- endettement : 195 €, soit 1 288 € par habitant.

Avec les taux de fiscalité suivants :
- taxe d’habitation : 23,66 % ;
- taxe foncière sur les propriétés bâties : 38,00 % ;
- taxe foncière sur les propriétés non bâties : 20,26 % ;
- taxe additionnelle à la taxe foncière sur les propriétés non bâties : 0,00 % ;
- cotisation foncière des entreprises : 0,00 %.

Chiffres clés Revenus et pauvreté des ménages en 2021 : médiane en 2021 du revenu disponible, par unité de consommation : 20 510 €.

### Liste des maires
| Période   | Période        | Identité                  | Étiquette | Qualité                                    |
| --------- | -------------- | ------------------------- | --------- | ------------------------------------------ |
|           |                | Marcel Colin              |           |                                            |
|           |                |                           |           |                                            |
| mars 1977 | juin 1995      | Paul Carillon             | DVD       | Ouvrier textile                            |
| juin 1995 | mars 2001      | Jean-Pierre Remy          |           | Gérant de scierie                          |
| mars 2001 | juin 2018      | Fabien Jakuboye           | LR        | Salarié du secteur médical, démissionnaire |
| juin 2018 | septembre 2024 | Bernard Liégeois          |           | Retraité, démissionnaire                   |
|           | En cours       | Sophie Villaumé (intérim) |           |                                            |

### Jumelage
Au 25 novembre 2020, Barbey-Séroux n'était jumelée avec aucune commune.

## Population et société

### Démographie

#### Évolution démographique
L'évolution du nombre d'habitants est connue à travers les recensements de la population effectués dans la commune depuis 1793. Pour les communes de moins de 10 000 habitants, une enquête de recensement portant sur toute la population est réalisée tous les cinq ans, les populations de référence des années intermédiaires étant quant à elles estimées par interpolation ou extrapolation. Pour la commune, le premier recensement exhaustif entrant dans le cadre du nouveau dispositif a été réalisé en 2005.

En 2022, la commune comptait 144 habitants, en évolution de −1,37 % par rapport à 2016 (Vosges : −2,96 %, France hors Mayotte : +2,11 %).
| 1793 | 1800 | 1806 | 1821 | 1831 | 1836 | 1841 | 1846 | 1856 |
| ---- | ---- | ---- | ---- | ---- | ---- | ---- | ---- | ---- |
| 396  | 403  | 358  | 400  | 495  | 602  | 628  | 627  | 540  |

| 1861 | 1866 | 1876 | 1881 | 1886 | 1891 | 1896 | 1901 | 1906 |
| ---- | ---- | ---- | ---- | ---- | ---- | ---- | ---- | ---- |
| 563  | 560  | 501  | 487  | 463  | 447  | 389  | 367  | 388  |

| 1911 | 1921 | 1926 | 1931 | 1936 | 1946 | 1954 | 1962 | 1968 |
| ---- | ---- | ---- | ---- | ---- | ---- | ---- | ---- | ---- |
| 350  | 265  | 257  | 241  | 208  | 187  | 174  | 138  | 121  |

| 1975 | 1982 | 1990 | 1999 | 2005 | 2006 | 2010 | 2015 | 2020 |
| ---- | ---- | ---- | ---- | ---- | ---- | ---- | ---- | ---- |
| 109  | 111  | 115  | 116  | 127  | 131  | 141  | 143  | 143  |

| 2022 | - | - | - | - | - | - | - | - |
| ---- | - | - | - | - | - | - | - | - |
| 144  | - | - | - | - | - | - | - | - |

### Enseignement
L'enseignement était assuré depuis au moins 1845 par une école mixte, pouvant contenir 100 élèves. Elle se situait à Chababois. Celle-ci n'est plus en activité, étant donné que la population a été divisée par deux depuis le début du XXe siècle.
Établissements d'enseignements :
- Écoles maternelles et primaires à Granges-Aumontzey, Corcieux, Gerbépal, Gérardmer.
- Collèges à Corcieux, Gérardmer, Le Tholy, Fraize, Bruyères.
- Lycées à Gérardmer, Bruyères.

### Santé
Professionnels et établissements de santé :
- Médecins à Granges-sur-Vologne, Corcieux, Gérardmer, Laveline-devant-Bruyères, Le Tholy.
- Pharmacies à Granges-sur-Vologne, Gérardmer, Le Tholy, Xonrupt-Longemer, Bruyères, Fraize.
- Hôpitaux à Gerbépal, Gérardmer, Bruyères, Fraize.

### Cultes
- Culte catholique, Paroisse Notre-Dame-de-la-Corbeline[28], Diocèse de Saint-Dié.

## Économie

### Entreprises et commerces

#### Agriculture
- La principale activité du village était l'agriculture, jusqu'à il y a peu.

On y cultivait surtout le seigle, l'avoine, la pomme de terre et le lin, mais on produisait également du chanvre, du foin, et de l'huile. Un moulin fournissait la farine et un four communal était disposé à proximité de Béninfaing.

#### Tourisme
- Hébergements et restauration à Barbey-Seroux, Arrentès-de-Corcieux, Granges-sur-Vologne, Corcieux.

#### Commerces
- Commerces et services de proximité à Plainfaing, Corcieux, Bruyères, Gérardmer.
- Il faut souligner également l'importance de la carrière de granite de Barbey-Seroux[29].

Celle-ci est située à proximité du hameau des Tronces, où un nombre important de carriers venant des villages voisins travaillaient. Cette carrière attirait beaucoup de travailleurs, et à la fin du XIXe siècle, on peut remarquer sur la commune un nombre important d'immigrés belges venus y travailler. On y fabriquait essentiellement des pavés.

Ancienne carrière de granite des Tronces
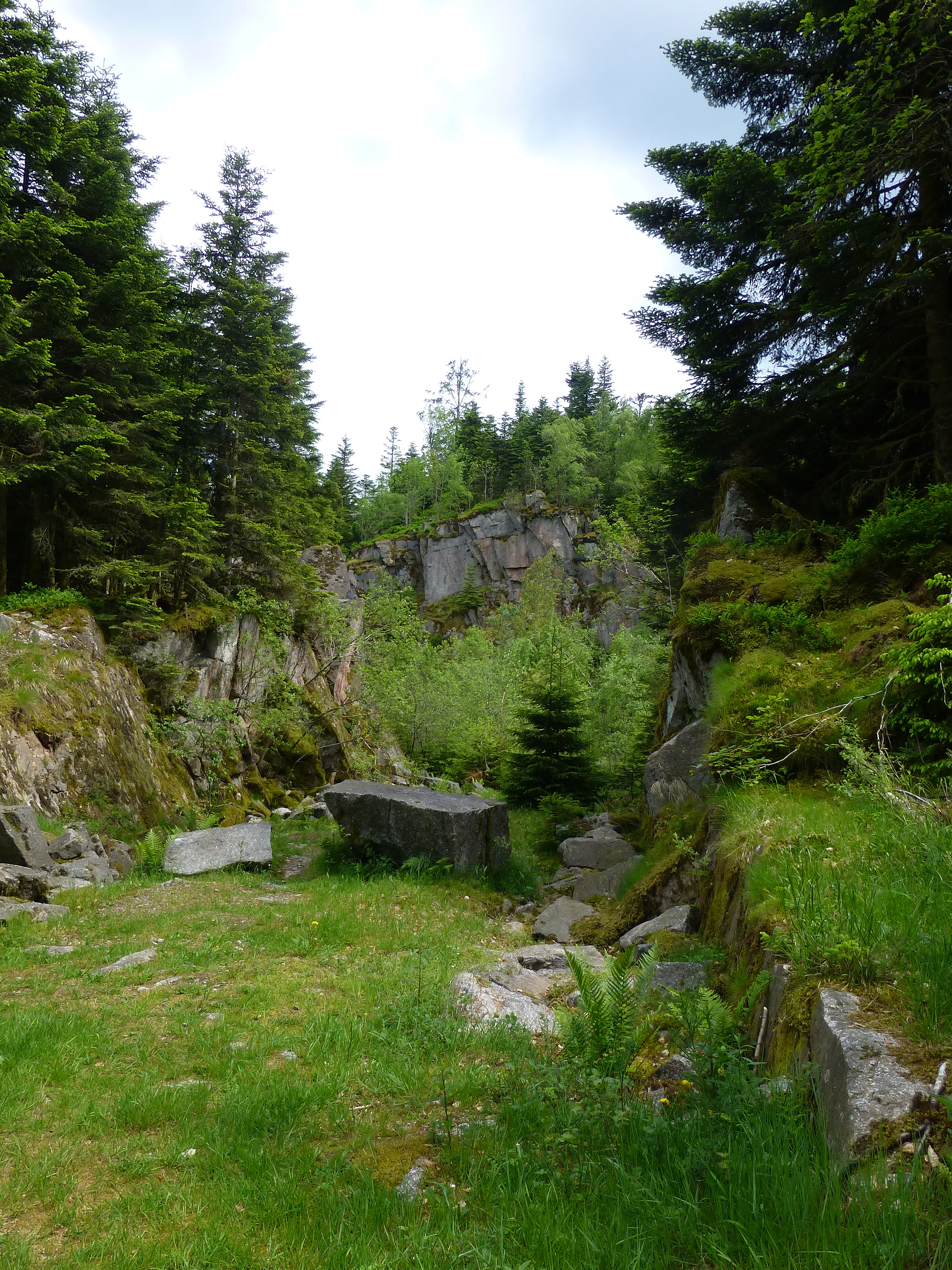
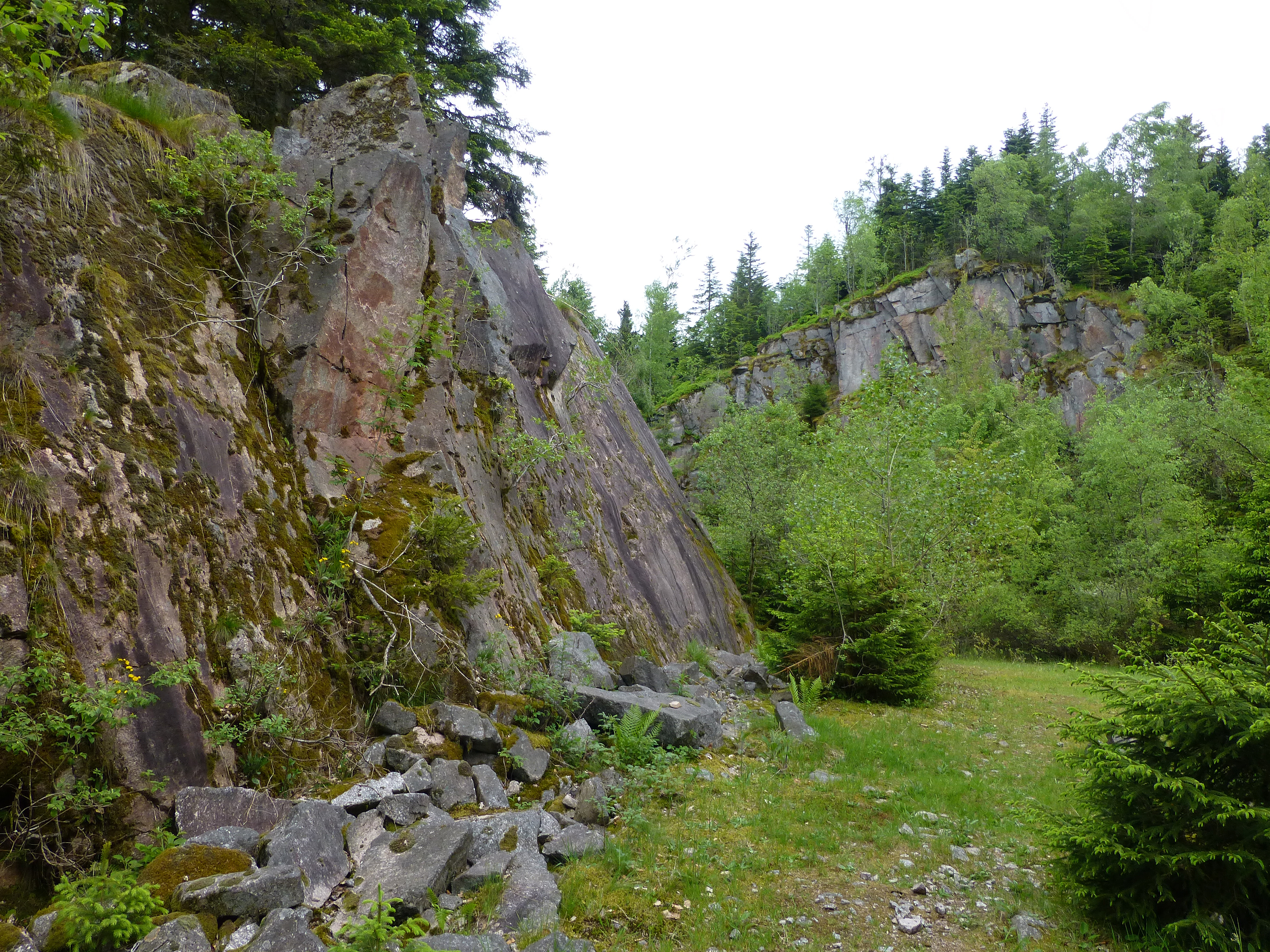
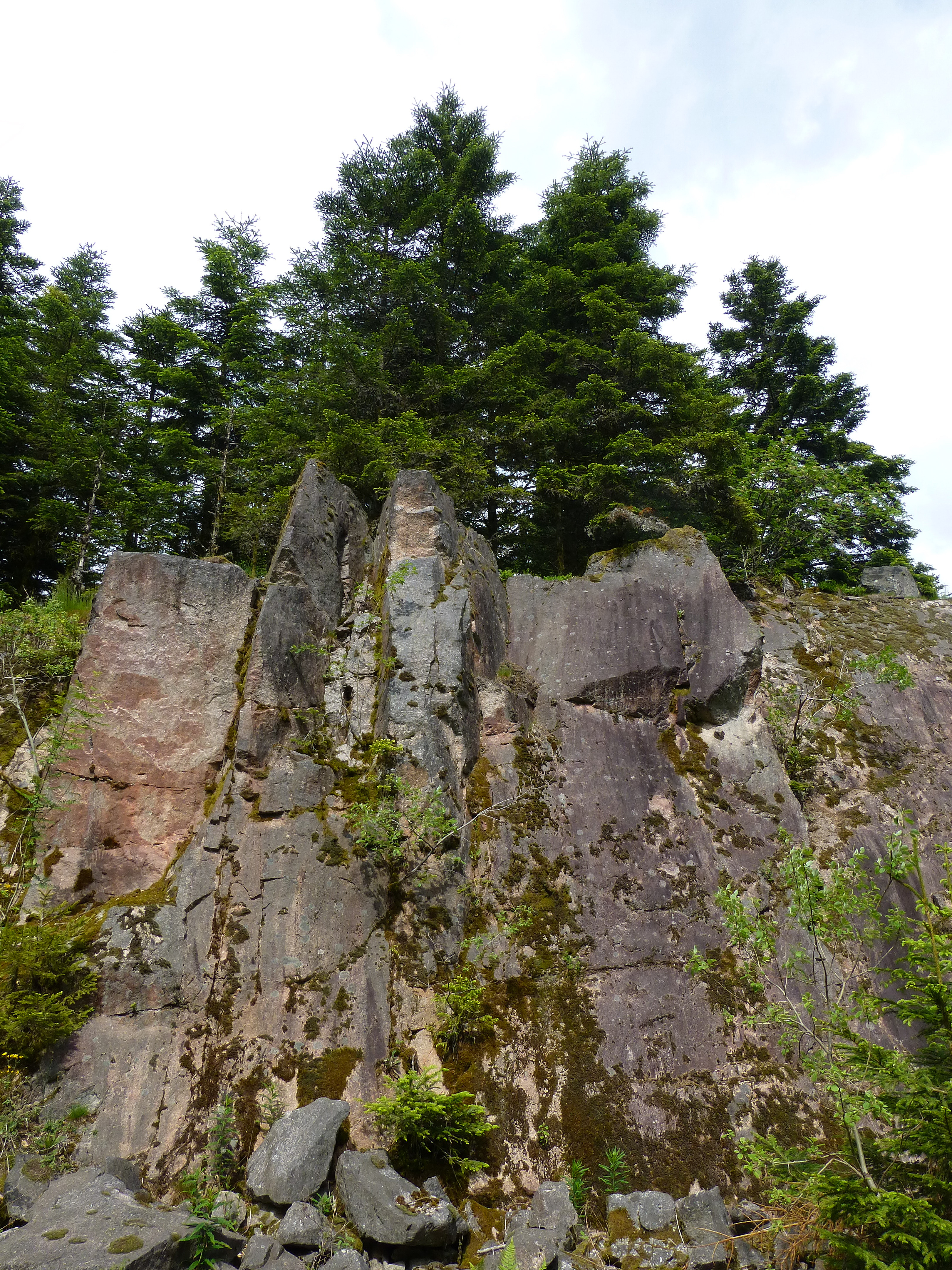
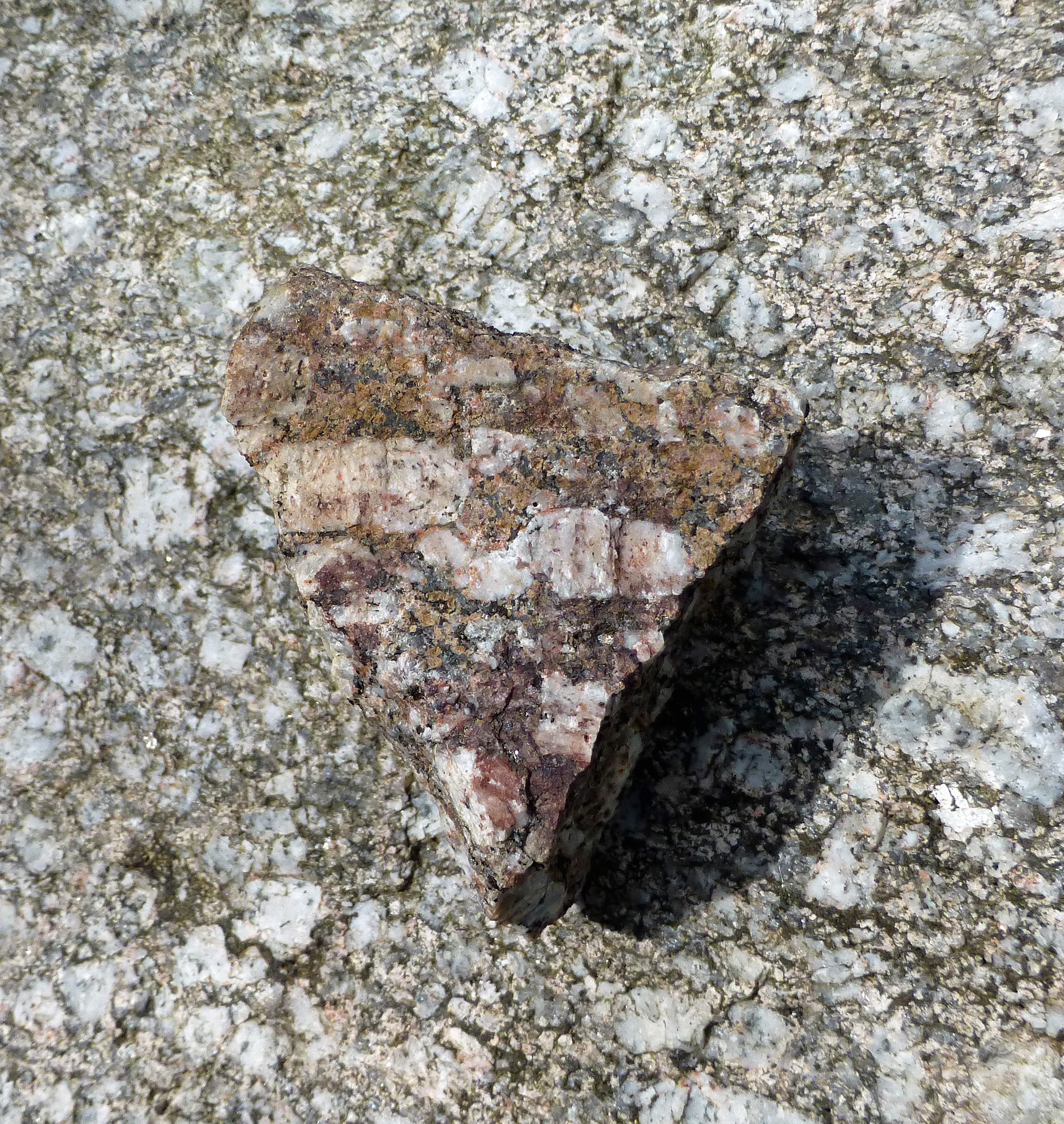

- Le textile eut aussi son importance au XXe siècle, ainsi que le travail du bois.

## Culture locale et patrimoine

### Lieux et monuments

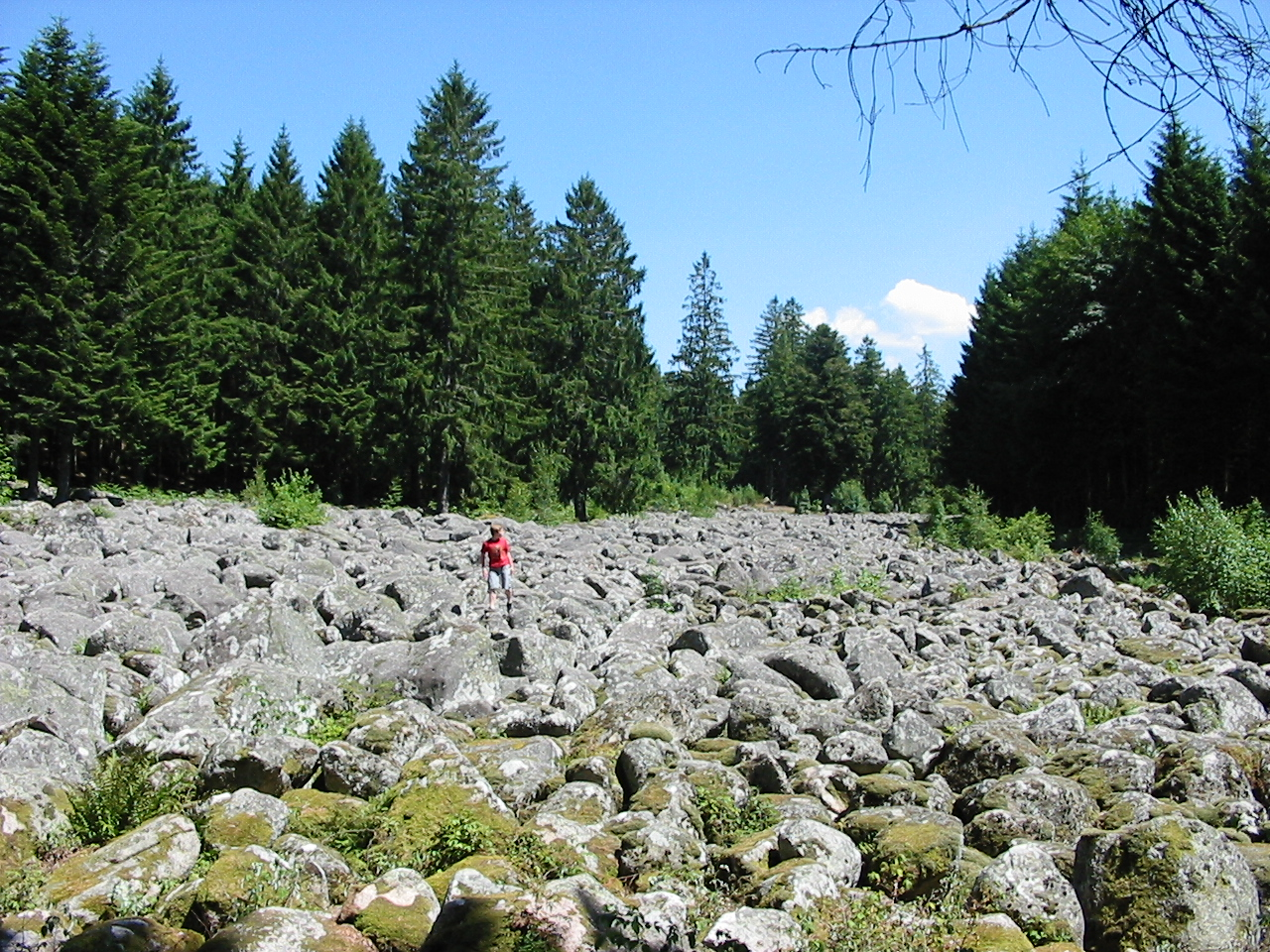
Le Champ de Roches de Barbey-Seroux.

Outre ses fermes et ses censes, l'intérêt de Barbey-Seroux réside surtout en un extraordinaire champ de roches, situé sur les hauteurs de la commune et dont l'origine est encore énigmatique. Des blocs de granite de forte taille, de l'ordre du mètre, sont finement agencés pour former un rectangle de 400 mètres sur 40, légèrement incliné vers le nord-ouest et que la végétation n'a pas réussi à coloniser au fil des millénaires. L'action des glaciers est l'hypothèse la plus partagée quant à la constitution de cette curiosité. Pourtant l’origine du champ de roches suscite des interrogations car les pierres ne présentent pas de traces de frottement ; elles n’ont donc parcouru qu’une faible distance lors de l’avancée des glaciers. De plus, elles ne semblent pas avoir été arrachées aux massifs voisins. La fonte brutale d'un glacier puissant pourrait en être l'explication.
La tradition populaire, quant à elle, donne une autre explication. À l'époque où Barbey et Seroux étaient encore deux villages, ce champ de granite était une clairière où se rendaient les sorcières pour faire leur sabbat. Curés, contre-sorciers et d'autres furent envoyés pour tenter de trouver une solution à cette situation. Un jour le curé de Granges-sur-Vologne invoqua le saint-patron de son église, saint Georges, qui apparut un soir de sabbat dans le ciel et pétrifia les sorcières sur place, donnant ainsi naissance au Champ de Roches.
C'est l'un des douze sites ayant bénéficié d'une aide financière du conseil général pour être protégés et aménagés pour un accueil pédagogique du public. Un circuit de découverte a été balisé.
Début 2017, la commune est « réputée sans clochers ».

## Pour approfondir